# День Праці (США)
День Праці (англ. Labor Day) — національне свято у США, відбувається першого понеділка вересня. Вперше відбувався у штаті Нью-Йорк у 1882 за ініціативи «Центральної профспілки» (англ. Central Labor Union). У 1894 році Конгрес США зробив День Праці федеральним святом. Після цього усі 50 штатів зробили День Праці офіційним святом.